# سارة قاسي
سارة قاسي (9 سبتمبر 2003) هي لاعبة كرة قدم تلعب في مركز خط وسط في نادي فلوري في الدوري الفرنسي الممتاز. ولدت في فرنسا، وتلعب ضمن صفوف المنتخب الوطني المغربي للسيدات.
لعبت ضمن منتخبات فرنسا للسيدات تحت 16 سنة، وتحت 17 سنة، وتحت 19 سنة. شاركت في بطولة أوروبا للسيدات تحت 17 سنة 2022 والتي وصلت فيها فرنسا إلى المركز الثالث. كما لعبت في تصفيات بطولة أمم أوروبا 2022 مع منتخب تحت 19 سنة.
اختيرت ضمن تشكيلة المنتخب المغربي لكأس العالم للسيدات 2023.

## روابط خارجية
- سارة قاسي على موقع قاعدة بيانات كرة القدم.إي يو (الإنجليزية)
- سارة قاسي على موقع Soccerway.com (الإنجليزية)